# المشانية (جحانه)

تعديل مصدري - تعديل

المشانيه هي إحدى قرى مديرية جحانة التابعة لمحافظة صنعاء اليمنية، بلغ تعداد سكانها 591 حسب أحصائيات عام 2004.